# Tenmei (Ära)
Tenmei (japanisch 天明) ist eine japanische Ära (Nengō) von April 1781 bis Februar 1789 nach dem gregorianischen Kalender. Der vorhergehende Äraname ist An’ei, die nachfolgende Ära heißt Kansei. Die Ära fällt in die Regierungszeit des Kaisers (Tennō) Kōkaku.
Der erste Tag der Tenmei-Ära war der 2.4.An’ei 10=Tenmei 1 (greg. 25. April 1781), der letzte Tag war der 25.1.Tenmei 9=Kansei 1 (greg. 18. Februar 1789). Die Tenmei-Ära dauerte neun Jahre oder 2857 Tage.

## Ereignisse
- Tenmei 2–8 (1782–1789) „Große Tenmei-Hungersnot“ (天明の大飢饉, Tenmei no daikikin)
- 7. Monat Tenmei 3 (Juli–August 1783) Juli Ausbruch des Vulkans Asama
- Tenmei 4 (1784/85) Entdeckung des Goldenen Siegels von Na auf Shika-no-shima
- 3. Monat Tenmei 4 (April–Mai 1784) Tanuma Okitomo wird von Sano Masakoto auf der Burg Edo ermordet
- 5. Monat Tenmei 7 (Juni–Juli 1787) Tenmei-Zerstörung (天明の打ちこわし, Tenmei no uchikowashi), Zerstörung von Reisgeschäften in Großstädten wie Osaka und Edo